# Christian Hirschbühl
Christian Hirschbühl (* 19. April 1990 in Bregenz, Vorarlberg) ist ein österreichischer Skirennläufer. Er gehört seit 2017 dem A-Kader des Österreichischen Skiverbandes an und ist auf die technischen Disziplinen Riesenslalom und Slalom spezialisiert. 2015 wurde er österreichischer Meister im Slalom.

## Biografie

### Jugend und Europacup
Hirschbühl stammt aus Lauterach in Vorarlberg und startet für den SV Riefensberg. Nach Anfängen im regionalen Wälderkader und österreichischem Meistertitel in der Schülerklasse wurde Hirschbühl vom Vorarlberger Skiverband in den Landeskader aufgenommen. 2007 nahm er am Europäischen Olympischen Jugend-Winterfestival in Jaca teil. Sein Europacup-Debüt gab er 2008 in Garmisch-Partenkirchen. Im Folgejahr wurde er in den ÖSV-Kader aufgenommen, wo er sich bis in den B-Kader vorarbeitete. Nachdem er aufgrund mangelnder Leistungen 2012 vom ÖSV nicht mehr berücksichtigt wurde, gelangen ihm mit dem nationalen Jugendmeistertitel im Riesenslalom und dem Sieg bei den Liechtensteiner Meisterschaften im Slalom 2013 zwei Achtungserfolge. In der Vorbereitung zur Saison 2013/14 zog er sich im Training einen Kreuzbandriss zu. Nach zahlreichen Ausfällen und Nichtqualifikationen konnte er 2015 im Slalom von Oberjoch mit Rang 23 erstmals Europacuppunkte sammeln. Nach einem 12. Platz als bestem Ergebnis gelang ihm am 19. Dezember 2015 im City Event auf dem Kronplatz sein erster Europacupsieg.

### Weltcup
Sein Weltcup-Debüt gab Christian Hirschbühl am 17. Jänner 2015 im Slalom von Wengen, wo er im ersten Durchgang ausschied. Weitere Einsätze folgten bei den Klassikern in Kitzbühel und in Schladming sowie in Kranjska Gora. Am Ende der Saison feierte er seinen bisher größten Erfolg, indem er sich zum österreichischen Meister im Slalom kürte. Nicht zuletzt aufgrund dieser Leistung wurde er vom ÖSV wieder in den B-Kader aufgenommen. Im Oktober 2015 stand er in Sölden erstmals in einem Weltcup-Riesenslalom am Start und gewann mit Platz 22 auf Anhieb Punkte. Im Slalom von Kitzbühel gelang ihm am 24. Jänner 2016 mit Rang sieben zum ersten Mal der Sprung unter die Top 10. Im Jänner 2017 schrammte er mit Rang vier beim Slalom in Wengen nur knapp am Podest vorbei. 
Trotz wechselhafter Leistungen in der Saison 2017/18 – als bestes Ergebnis gelang ihm Rang neun im Slalom von Adelboden – wurde der 27-Jährige in den Kader für die Olympischen Spiele 2018 in Pyeongchang aufgenommen. Im Riesenslalom schied er noch vor der zweiten Zwischenzeit im ersten Durchgang aus, für einen Start im Slalom wurde er nicht nominiert. Bei den Weltmeisterschaften 2019 in Åre gewann er mit der österreichischen Mannschaft die Silbermedaille, blieb dabei jedoch ohne Einsatz; im Slalom belegte er Rang elf. Zu Beginn der Weltcupsaison 2019/20 konnte Hirschbühl das Niveau des Vorwinters halten. Anfang Jänner 2020 zog er sich beim Training in Lienz eine Sehnenverletzung im Leistenbereich zu, was eine mehrwöchige Pause zur Folge hatte.
Die Saison 2021/22 startet für Hirschbühl äußerst erfolgreich. Überraschend gewann er beim Parallelriesenslalom in Lech/Zürs sein erstes Weltcuprennen. Es war dies der erste Weltcupsieg eines Vorarlbergers seit Christian Greber 2001 die Abfahrt von Bormio gewann. Zudem ist er der erste Vorarlberger Skirennläufer der ein Weltcuprennen in Vorarlberg gewinnen konnte. Der Sieg war gleichbedeutend mit dem Gewinn der Disziplinenwertung, da in dieser Saison nur ein Parallelbewerb auf dem Programm stand. Beim Slalom von Wengen am 16. Januar 2022 erlitt er einen Knöchelbruch und musste deshalb die Saison vorzeitig beenden. Über zwei Jahre später hätte er im März 2024 beim Slalom von Kranjska Gora sein Comeback im aktiven Rennsport geben können. Allerdings wurde der Bewerb abgesagt, eine weitere Chance auf eine Rückkehr gab es in der laufenden Saison für ihn nicht mehr.

## Erfolge

### Weltmeisterschaften
- Åre 2019: 2. Mannschaftswettbewerb, 11. Slalom

### Weltcup
- 12 Platzierungen unter den besten zehn, davon 1 Sieg:

| Datum             | Ort       | Land       | Disziplin            |
| ----------------- | --------- | ---------- | -------------------- |
| 14. November 2021 | Lech/Zürs | Österreich | Parallelriesenslalom |

### Weltcupwertungen
| Saison  | Gesamt | Gesamt | Riesenslalom | Riesenslalom | Slalom | Slalom | Parallel | Parallel |
| Saison  | Platz  | Punkte | Platz        | Punkte       | Platz  | Punkte | Platz    | Punkte   |
| ------- | ------ | ------ | ------------ | ------------ | ------ | ------ | -------- | -------- |
| 2015/16 | 95.    | 60     | 41.          | 24           | 34.    | 36     | –        | –        |
| 2016/17 | 76.    | 84     | 57.          | 1            | 28.    | 83     | –        | –        |
| 2017/18 | 60.    | 102    | 56.          | 3            | 26.    | 99     | –        | –        |
| 2018/19 | 37.    | 230    | –            | –            | 13.    | 230    | –        | –        |
| 2019/20 | 85.    | 72     | –            | –            | 33.    | 60     | 29.      | 12       |
| 2020/21 | 56.    | 148    | –            | –            | 25.    | 116    | 8.       | 32       |
| 2021/22 | 71.    | 110    | –            | –            | 51.    | 10     | 1.       | 100      |

### Europacup
- Saison 2015/16: 8. Slalomwertung
- Saison 2016/17: 5. Gesamtwertung, 3. Slalomwertung
- 5 Podestplätze, davon 3 Siege:

| Datum             | Ort         | Land       | Disziplin  |
| ----------------- | ----------- | ---------- | ---------- |
| 19. Dezember 2015 | Kronplatz   | Italien    | City Event |
| 12. Jänner 2017   | Zell am See | Österreich | Slalom *   |
| 15. März 2018     | Soldeu      | Andorra    | Slalom     |

* zeitgleich mit Leif Kristian Haugen und Thomas Hettegger

### Weitere Erfolge
- Österreichischer Meister im Slalom 2015 und Dritter im Riesenslalom 2016
- Sieg bei den Liechtensteiner Meisterschaften im Slalom 2013
- Zweiter bei den Slowenischen Meisterschaften im Riesenslalom 2015
- Österreichischer Jugendmeister im Riesenslalom 2013
- 1 Sieg im Australia New Zealand Cup
- 2 Podestplätze im Far East Cup
- 7 Siege in FIS-Rennen